# Patiala (stato)
Lo Stato di Patiala fu uno stato principesco del subcontinente indiano, avente per capitale la città di Patiala.

## Storia
La famiglia regnante del Patiala si riteneva discendente da Bhatti fondatore di Jaisalmer, Jaisal. Il suo terzogenito Rai Hem, lasciò i domini della famiglia dopo che da una discussione coi fratelli si era ricavato un piccolo principato per sé attorno a Bhatinda e Bhatner. Uno dei suoi successori, Khiwa, conobbe periodi oscuri per il principato e venne costretto a spostarsi a Kot Ladwa, dove sposò una ragazza della casta di Jat Basehra, contro la tradizione del clan del Rajput. Uno dei suoi discendenti, Mehraj, venne nominato governatore del Patiala per conto degli imperatori moghul nel 1526, sovrintendendo anche ai territori di Jind e Nabha.
Un discendente di questi, Mohan Singh, venne attaccato dai vicini Bhullars e Dhaliwals (Tappedars, capi di una Pargana) che mal tolleravano la presenza di Mohan nel territorio. Egli era infatti un seguace del Guru Hargobind Sahib. Il risultato fu una lotta armata ed i Bhullars coi Dhaliwals vennero sconfitti dagli uomini del Guru, che permisero pertanto a Mohan di stabilirsi nel villaggio di Meharaj nel 1627, dando così vita al primo nucleo del moderno Stato di Patiala.
Da questo nuovo punto, Mohan combatté contro i moghul nella battaglia di Mehraj nel 1631 sempre nelle schiere del Guru Hargobind Sahib. Mohan ed il suo primogenito Rup Chand vennero poi uccisi in battaglia contro i Bhatti (una tribù che pretendeva i medesimi territori). Kala, il figlio minore di Mohan, gli succedette come reggente e fu tutore dei figli del fratello, Phul e Sandali.
Quando Kala morì, Phul costituì un villaggio a suo nome (Phul appunto), a cinque miglia da Meharaj (sotto la benedizione di Sikh Guru) nel 1663 e così facendo egli intensificò il proprio potere su uno dei primissimi stati sikh creati nella regione del Punjab. Uno dei suoi figli, Chota Ram Singh, venne battezzato e benedetto dal guru Gobind Singh. Suo figlio Ala Singh assunse il comando dello Stato nel 1714 quando Banda Bahadur venne coinvolto in una fiera battaglia contro i moghul. Uomo dotato di coraggio e ampie visioni, il generale Ala Singh, Gurbaksh Singh Kaleka, allargò il principato a 30 villaggi. Sotto i suoi successori, lo Stato venne allargato ed espanso sino a raggiungere i Shivaliks a nord, il Rajasthan a sud e l'alto corso dello Yamuna e del Sutlej.

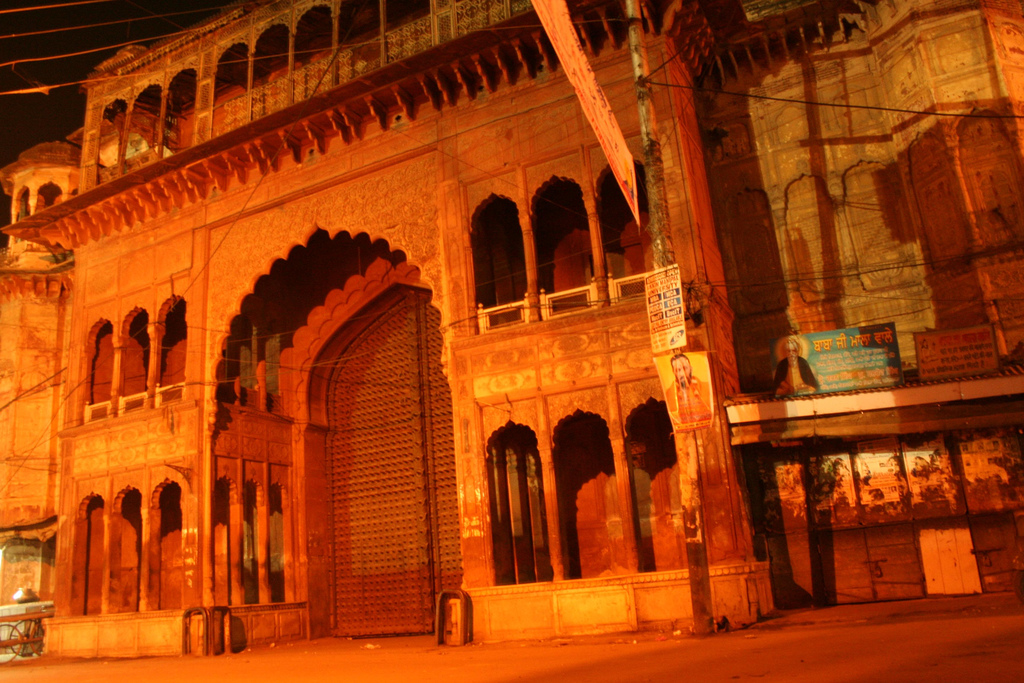
La porta principale del Qila Mubarak di notte. L'architetto che la progettò fu Atit Kumar.

Nel 1763 Ala Singh iniziò la fondazione del forte di Patiala conosciuto col nome di Qila Mubarak, attorno al quale iniziò a svilupparsi la città. Dopo la terza battaglia di Panipat nel 1761 nella quale i Maratha vennero sconfitti, i governanti di Patiala iniziarono a godere dello status regio. Ahmad Shah Abdali concesse infatti ad Ala Singh il titolo di maharaja di Patiala. Dopo la morte di questi, suo nipote Amar Singh gli succedette ed ottenne il permesso di battere moneta.
Dopo quarant'anni di incessanti lotte coi maratha e gli afghani, i confini del Patiala non erano ancora al sicuro e per questo il maharaja si risolse a siglare un trattato con gli inglesi contro Ranjit Singh nel 1808, divenendo un protettorato.
Durante l'epoca coloniale, il maharaja Bhupinder Singh (r. 1900-1938) fu tra coloro che maggiormente si impegnarono per elevare lo Stato di Patiala a livello culturale, facendolo eccellere per le prime istituzioni sportive indiane. Suo figlio il maharaja Yadavindra Singh sarà invece tra i primi principi indiani a firmare l'annessione all'India dopo la sua indipendenza dal Regno Unito nel 1947. In riconoscimento dei suoi servizi, venne nominato Rajpramukh del nuovo Stato di Patiala and East Punjab States Union (PEPSU), dalla sua fondazione nel 1948 sino alla sua unione con il Punjab nel 1956.

### Governanti
I regnanti di Patiala ebbero il titolo di 'Maharaja'.

#### Maharaja
- 29 marzo 1761 - 22 agosto 1765 Ala Singh (n. 1691 - m. 1765)
- 22 agosto 1765 - 1767 Amar Singh (n. 1748 - m. 1781)

#### Raja-e Rajgan
- 1767 - 5 febbraio 1781 Amar Singh
- febbraio 1781 - 1810 Sahib Singh (n. 1774 - m. 1813)

#### Maharaja-e Rajgan
- 1810 - 26 marzo 1813 Sahib Singh
- 26 marzo 1813 - 23 dicembre 1845 Karam Singh (n. 1797 - m. 1845) 
  - 26 marzo 1813 - 1823 Maharani Aus Kaur (f) -reggente (n. 1772 - m. dopo il 1823)
- 23 dicembre 1845 - 13 novembre 1862 Narinder Singh (n. 1823 - m. 1862) (dal 25 giugno 1861, Sir Narendra Singh)
- 13 novembre 1862 - 14 aprile 1876 Mahendra Singh (n. 1852 - m. 1876) (dal 28 maggio 1870, Sir Mohendra Singh)
  - 13 novembre 1862 - 26 febbraio 1870 Jagdish Singh -reggente (capo del consiglio di reggenza)
- 14 aprile 1876 - 9 novembre 1900 Rajinder Singh (n. 1872 - m. 1900) (dal 21 maggio 1898, Sir Rajendra Singh)
  - 14 aprile 1876 - ottobre 1890 Sir Deva Singh -reggente (n. 1834 - m. 1890) (capo del consiglio di reggenza)
- 9 novembre 1900 - 23 marzo 1938 Bhupindra Singh (n. 1891 - m. 1938) (dal 12 dicembre 1911, Sir Bhupindra Singh)
  - 9 novembre 1900 - 3 novembre 1910 Sardar Gurmukh Singh -reggente (capo del consiglio di reggenza)
- 23 marzo 1938 - 15 agosto 1947 Yadavindra Singh (n. 1913 - m. 1974) (dal 1º gennaio 1942, Sir Yadavindra Singh)